# Mont des Avaloirs
Das 416 m hohe Mont des Avaloirs ist der höchste Gipfel des armorikanischen Massivs. Es liegt in Pré-en-Pail, im Département Mayenne, in der Region Pays de la Loire,
und grenzt an das Département Orne. Es bildet die Fortsetzung der Collines de Normandie (normannische Hügel), die aus Heiden und kargen Weiden bestehen.
Ein 1994 gebauter Aussichtsturm bietet dem Besucher eine 360°Aussicht:
- im Nordwesten: Wald von Monaye und das von der Mayenne durchflossene Becken von Pré-en-Pailer
- im Nordosten: Massiv vom Wald von Écouves, insbesondere butte Chaumont und Signal d’Écouves, zweithöchster Punkt des armorikanischen Massivs.
- im Osten: Mont Souprat, campagne d’Alençon und Wald von Perseigne;
- im Süden: Alpes mancelles (Alpen von le Mans), und Wald von Pail
- im Westen: Bocage von Javron.